# Kranjska klobasa
Kránjska klobása je slovenska narodna mesna jed.

## Zgodovina
Kranjska klobasa izhaja iz kulturne dediščine kolin in se v pisnih virih omenja že v drugi polovici 19. stoletja, njeno ime pomeni mesna klobasa s Kranjskega. 
Legenda o kranjski klobasi pripoveduje, da naj bi ime izviralo iz časov vladavine cesarja Franca Jožefa, saj naj bi se le ta med potjo skozi deželo Kranjsko ustavil v gostilni v Naklem, kjer pa mu je gostilničar lahko ponudil le navadno hišno klobaso. Cesar naj bi klobaso poskusil in navdušeno odgovoril: »Pa saj to ni navadna, to je Kranjska klobasa!«

### Od leta 1896
Prvi recept za kranjsko klobaso je bil objavljen ob koncu 19. stoletja, leta 1896, v kuharski knjigi Katherine Prato Süddeutsche Küche. V slovenskem jeziku je bil recept prvič objavljen v Slovenski kuharici sestre Felicite Kalinšek.

## Kranjska klobasa po svetu in v vesolje
Danes Kranjsko klobaso poznajo tudi drugod v Evropi, pa tudi na drugih celinah, v Severni in Južni Ameriki, v Avstaliji in na Novi Zelandiji, kamor so jo prenesli slovenski izseljenci. 
Kranjsko klobaso je med misijo na mednarodno vesoljsko postajo prinesla ameriška astronavtka slovensko-indijskih korenin Sunita Williams.

## Recept
Izdelovati se sme po Pravilniku o Kranjski klobasi, za živilo z zaščiteno geografsko označbo.
Kranjska klobasa mora vsebovati vsaj 75 - 80 % svinjskega mesa I in II. kategorije in največ 20 - 25 % trde slanine brez kože. Dovoljeni dodatki so do 5 % vode, nitritna sol, česen in poper. Druge sestavine niso dovoljene. Meso mora biti razrezano na koščke 10 do 13 mm, slanina pa 8 do 10 mm. Nadev se polni v tanka prašičja čreva premera 32 do 36 mm. Oblikujejo se v pare dolžine 12 do 16 cm (teža para je 180 do 220 g). Pari se zašpilijo z leseno špilo. Klobasa se vroče dimi z bukovimi drvmi in toplotno obdela na središčni temperaturi do 70 °C.

## Certifikati
21. februarja 2013 je bil sprejet tudi odlok o razglasitvi tradicionalnega izdelovanja kranjskih klobas za živo mojstrovino državnega pomena. 
V mesnicah se izdeluje in trgovinah prodaja veliko klobas, podobnih kranjski, ki pa ne bi smele nositi tega imena. Prava kranjska klobasa je že od 6. januarja 2015 navedena v registru zaščitenih geografskih označb (ZGO) Evropske unije, ime »kranjska kobasica« pa lahko na Hrvaškem za njihov izdelek te vrste uporabljajo še do leta 2030.